# مقاطعة هارت (جورجيا)
مقاطعة هارت (بالإنجليزية: Hart County)‏ هي إحدى المقاطعات في ولاية جورجيا في الولايات المتحدة الأمريكية.